# Elias Håkansson
Elias Håkansson (ur. 29 lutego 1992) – szwedzki lekkoatleta specjalizujący się w rzucie młotem.
W 2010 odpadł w eliminacjach mistrzostw świata juniorów, a w 2011 zdobył brązowy medal mistrzostw Europy juniorów. 
Rekord życiowy (młot seniorski) – 65,69 (12 sierpnia 2011, Gävle).  

## Osiągnięcia
| Rok  | Impreza                     | Miejsce | Lokata            | Wynik |
| ---- | --------------------------- | ------- | ----------------- | ----- |
| 2010 | Mistrzostwa świata juniorów | Moncton | el. – 25. miejsce | 62,72 |
| 2011 | Mistrzostwa Europy juniorów | Tallinn | 3. miejsce        | 74,99 |